# センス8
『センス8』（Sense8）は、ネットフリックスの配信用に製作されたウォシャウスキー姉妹、およびJ・マイケル・ストラジンスキーによるアメリカ合衆国のサイエンス・フィクションドラマ。原題の"Sense8"は「知覚する」ことを意味する"sensate"の言葉遊びとなっている。
制作プロダクションは、ウォシャウスキー姉妹が運営するAnarchos Productions（第2シーズンからはリリーが制作から離れ、ラナと彼女の妻が運営するVenus Castina Productionsが引き継いだ）と、ストラジンスキーのStudio JMS。そしてGeorgeville Televisionがこの番組のため特別にUnpronounceable Productionsを設立している。
作品の第1シーズンはアムル・アミーン、ペ・ドゥナ、ジェイミー・クレイトン、ティナ・デサイ、タペンス・ミドルトン、マックス・リーメルト、ミゲル・アンヘル・シルベストレ、ブライアン・J・スミスといった多国籍のアンサンブルキャストが、世界各地に離れていながらにして突然、互いの精神や感情が繋がった"感応者(sensates)"となる8人の主人公を演じることが発表された。また準主役級の役でフリーマ・アジェマン、テレンス・マン、アヌパム・カー、ナヴィーン・アンドリュース、ダリル・ハンナが出演している。第2シーズンではアミーンが降板し、代わりにトビー・オンウメールが役を引き継いだ。
制作者たちは、今日までの多くのサイエンス・フィクション番組において充分に描かれていないと感じている、政治、自己同一性、セクシュアリティ、ジェンダー、そして宗教といったテーマを掘り下げることを目指した。
各エピソードの脚本は第1シーズンにおいてはウォシャウスキー姉妹とストラジンスキー、第2シーズンはリリー・ウォシャウスキーが降板してラナ・ウォシャウスキーとストラジンスキーにより執筆された。第1・第2シーズンのほとんどをウォシャウスキー姉妹（第2シーズンではラナのみ）が監督し、残りは制作協力していたジェームズ・マクティーグやトム・ティクヴァ、ダン・グラスによる。第2シーズンではリリーが降板したことで、ウォシャウスキー姉妹は脚本執筆・監督業のキャリアの中で初めて共に仕事をしないことになった。本作は世界各地の多数の都市でロケーション撮影された。
第1シーズンの12エピソードは2015年6月5日にネットフリックスで配信され、批評家たちからは概ね好評であった。LGBTQのキャラクターやテーマを掲示したことで注目を集め、GLAADメディア・アワード最優秀ドラマシリーズ作品賞を受賞した。物語に不可欠なロケーション選びによってロケーション・マネージャー組合賞を受賞し、またプライムタイム・エミー賞のメインタイトルテーマ部門にノミネートされた。
ネットフリックスは2016年12月23日に2時間のクリスマス・スペシャルとして、第2シーズンの最初のエピソードを配信した。残り10エピソードの配信は2017年5月5日に開始された。第2シーズンは批評家たちから好意的に評価された。2017年6月1日、キャストたちと第3シーズンの予備交渉を進めていたにもかかわらず、ネットフリックスはシリーズ更新をキャンセルしたと発表した。しかし2017年6月29日には、ファンからの強い支持により、2018年に2時間の最終回が放送されることが発表された。2018年6月8日、151分の最終回が公開され、完結した。

## 概要
本作のストーリーは、アンジェリカと呼ばれる女性が"ウィスパーズ"という男から逃れるために自殺する直前、世界各地の異なった文化の国にいる8人（カフィアス、サン、ノミ、カーラ、ライリー、ヴォルフガング、リト、ウィル）に精神的な繋がりを「産んだ」ことから始まる。精神的にも感情的にも繋がりを持った8人は、互いに知り合って交流し、自分たちが知識や言語、技術を共有することができる「感応者」のクラスター（群体）となったことを知る。世界規模の強大な権力を持つ組織バイオロジック・プリザベージョン・オーガニゼーション（BPO）は感応者を捕えて残酷に扱っており、8人の感応者たちがBPOに存在を察知されてしまったことから物語は展開していく。
第1シーズンは、彼ら8人が過ごす日常と、自分たちに何が起こったのかを把握しようとする姿が描かれる。またその一方で、アンジェリカと関係があるジョナスという感応者は彼らを助けようとし、BPOとウィスパーズは彼らを狩りたてようとする。
第2シーズンでは、繋がりに慣れた8人は日常的に協力しあっている。彼らは、ホモ・センソリウム（生物種としての感応者の学名）や、BPOの成り立ちと目的、アンジェリカがそこで果たした役割、その権力、そして一時的に彼らを欺く方法を学ぶ。8人はまた他の感応者たちとも出会い、誰もが友好的というわけではないことも知る。ジョナスはウィスパーズに囚われながらも8人と自分自身を救おうとし、ウィスパーズとウィルは互いの裏をかこうといたちごっこを続ける。

## 登場人物

### 8人の感応者たち
カフィアス・"ヴァン・ダム"・オニャンゴ
演 - アムル・アミーン（第1シーズン） / トビー・オンウメール（第2シーズン） / 日本語吹替 - 森田了介
ナイロビのマタトゥ（乗り合いバス）運転手。母に必要なHAART療法の薬を買うために金を稼ごうとしている。ジャン＝クロード・ヴァン・ダム映画の熱心なファンであり、マタトゥにも彼を模したペイントを施している。マタトゥ自体も「ヴァン・ダム（Van Damn）」と呼ばれる。さらに強盗からマタトゥと乗客たちを守った雄姿を讃えられ、ヴァン・ダム（Van Damn）という言葉は彼自身を指すようになる(ジャン＝クロード・ヴァン・ダムと同じVan Dammeと呼称されることも)。
本人はヴァン・ダムと違って大した身体能力を持たないが、良心や、前向きで朗らかな人柄で苦境に立ち向かう。運転技術や車に関する知識を持つ。
サン・パク
演 - ペ・ドゥナ / 日本語吹替 - 佐古真弓
権力のあるソウルのビジネスマンの娘。地下キックボクシングで急成長中の人気選手でもある。
弟が犯した罪を被って刑務所へ入るが、真相を明らかにしようとした父が死に、自身も口封じ目的に命を狙われることとなる。
細身の体格だが長年積んだ格闘技訓練によって非常に強く、複数の男に取り囲まれていても苦にしない。カフィアスがヴァン・ダムと呼ばれるようになったのは彼女がカフィアスに「共有」を行い、強盗を全員叩きのめしたことが原因である。
いつも仏頂面であるが、戦いの最中には微笑む。クラスター仲間の愚痴を聞いたり悩みの相談に応じるなど面倒見は良い。
ノミ・マークス
演 - ジェイミー・クレイトン / 日本語吹替 - 斎賀みつき
トランスジェンダーの女性で、ハクティビストかつブロガー。恋人のアマニタとサンフランシスコに暮らす。マイケルとして生まれたが、ノミと名を変えている（"Know Me"から来ている）。
妹以外の家族から理解されておらず、ロボトミー手術を強制させられるところをウィルによって助けられるが、指名手配を受けFBIに追われる。
優れたハッキング能力でクラスターの仲間を助ける。
カーラ・ダンデカー
演 - ティナ・デサイ / 日本語吹替 - 御沓優子
大学教育を受けた薬剤師で、敬虔なヒンズー教徒。ムンバイに暮らす。愛していない男性と婚約している。
周囲から婚約を祝福されているため本心を言い出せずにおり、その一方で感応者として目覚めたことで出会ったヴォルフガングに惹かれる。
カフィアスにヴァン・ダム映画を見せられた際、アクションシーンに目を背けてしまったほどの温和な性格だが、ヴォルフガングに言い寄る女性が現れたときには嫌悪感を露わにした。
ライリー・ブルー(出生名グナルスドッティル)
演 - タペンス・ミドルトン / 日本語吹替 - 嶋村侑
アイスランド出身、ロンドン在住のDJ。辛い過去から逃れようとしている。
友人が起こした犯罪現場に居合わせたことで共犯者として身を狙われ、逃亡の最中にウィルと愛し合うようになる。
第1シーズンでBPOに素性が漏れ、ウィルほど深刻な状況には陥らなかったが、彼を助けるために共に潜伏生活を送る。
他のクラスターとの繋がりを得るため、自分がBPOに追われていることを承知でクラブイベントにDJとして参加、大勢の前に姿を現す。BPOの罠ではないかと疑われつつも他の感応者たちと「面会」できるようになり、率先して相手に信頼を寄せたことで、他のクラスターの感応者たちから支援を受けられるようになる。
ヴォルフガング・ボグダノフ
演 - マックス・リーメルト / 日本語吹替 - 阪口周平
ベルリンの鍵屋にして金庫破り。亡父との間に確執を抱えており、犯罪組織にも関与している。
金庫破りの他、ロケット弾を扱う場面もあるなど銃火器の扱いに長ける上、素手の喧嘩も強く、荒事を得意としている。
個人的な動機で起こした行動が結果的に複数のロシアンマフィアから注目を集める。
非常に度胸があり襲ってくる相手を殺すことにも躊躇いがない。窮地に陥ってもクラスター仲間へ助けを求めず自力で解決しようとするが、その一方で彼らが困っているときには度々力を貸しており、冷淡な悪人というわけではない。
カーラを憎からず想いつつも、住む世界があまりに違うことから遠ざけようとする。
リト・ロドリゲス
演 - ミゲル・アンヘル・シルベストレ / 日本語吹替 - 加瀬康之
スペイン生まれでクローゼットの俳優。メキシコシティで恋人のエルナンドと暮らす。
セクシーな雰囲気が人気で主演映画がいくつもあるアクションスターだったが、アウティング被害に遭ったことで凋落、メキシコ映画界に居場所を失う。
職業柄「嘘が得意」と述べており、その演技力で相手を操る術を持つ。
ウィル・ゴースキー
演 - ブライアン・J・スミス / 日本語吹替 - 小松史法
シカゴの警察官。幼少時代に起きた未解決殺人事件に悩まされている。
観察眼や洞察力に優れる。また子供の頃に悪さをしては、警察勤めであった父親から反省のためにと手錠を嵌められていたことから、手錠外しのスキルを身に着けている。
第1シーズンでBPOに素性が漏れてしまい、クラスターを追う手掛かりとしてウィスパーズから集中的に狙われ、潜伏生活を余儀なくされる。
スミスは重要な役割を持つキャラクターとしてウィルを挙げ、「ウィル・ゴースキーは、誰かが行動を起こそうとするときに一人でやらせはしない。結束がウィルの役割なんだ」と語った。

### その他のキャラクター
アマニタ・"ニート"・キャプラン
演 - フリーマ・アジェマン / 日本語吹替 - 志田有彩
ノミのガールフレンドで、感応者たちを助けるようになる。
ノミと固い絆で結ばれており、感応者のことを話されてもすぐに受け入れた。
バグ
演 - マイケル・X・サマーズ / 日本語吹替 - 蜂須賀智隆
ハッカー。奇矯な性格をしているが、かつてノミの助力によって逮捕を免れた恩義から、彼女への協力を惜しまない。
ラジャン・ラアス
演 - プラブ・コーリ / 日本語吹替 - 小林親弘
カーラの婚約者。名家の御曹司でハンサム、誠実な人柄でもあり誰もが認める好人物。カーラのことを愛しているが、カーラから愛されていないことを知らずにいる。
サンヤム・ダンデカー
演 - アヌパム・カー / 日本語吹替 - 佐野康之
カーラの父。レストランのオーナーシェフ。
エルナンド
演 - アルフォンソ・ヘレラ / 日本語吹替 - 福田賢二
リトの恋人の大学教授。リトが自分との関係を秘密にしたがっていることには理解を示している。
ダニエラ・ベラスケス
演 - エレンディラ・イバラ / 日本語吹替 - 西島麻紘
メキシコの女優。リトが世間の目を誤魔化すための隠れ蓑として選んだ相手であり、マスコミの前などではあたかも恋人であるかのような態度で接されていたが、実際には一歩引かれた関係であった。彼女自身はリトに情熱を抱き、家まで押し掛けたことでリトとエルナンドの関係を知る。驚愕しつつも二人を祝福し、事情を知った上でリトの「恋人役」を引き受ける味方となった。
ホアキン
演 - ラウル・メンデス / 日本語吹替 - 木下浩之
ダニエラの元恋人。暴力的な人物。ダニエラに執着しており、その恋人とされるリトに接触するうち、リトの性指向を暴く証拠を掴んで彼を脅迫する。
ディエゴ
演 - ネス・バウティスタ / 日本語吹替 - 櫻井トオル
シカゴの警察官。ウィルの相棒かつ親友。後にウィルがテロリストという立場になったため自身も追及を受けることになってしまい、黙って姿を消したウィルに対して怒るが、友情に変わりがないことも示した。
フェリックス
演 - マックス・マウフ / 日本語吹替 - 小林親弘
ベルリンの鍵屋。少年時代、孤立していたヴォルフガングにただ一人味方したことで、彼から兄弟以上とさえ言われる親友になった。ヴォルフガングとは対照的なお調子者であるが、彼なりにヴォルフガングを思いやっている。
リラ
演 - ヴァレリア・ビレロ / 日本語吹替 - 林真里花
ベルリンでヴォルフガングに接触する感応者。対BPOの協力者として期待されたが、その真意はベルリンの支配にあった。自分のクラスターを"マイソリ"と呼称しており、ヴォルフガングたちのクラスターと敵対する。
ジュンキ・パク
演 - イ・キチャン / 日本語吹替 - 前田一世
サンの弟。父から目をかけられており会社の後継者でもあったが、享楽的な性格から会社の金を使い込んでいた。家族の情に縋ってその罪をサンに被ってもらうが、後に邪悪な面を明らかにしてサンを激怒させる。
ムン
演 - ソン・ソック / 日本語吹替 - 高橋英則
ソウルの刑事。逃亡犯のサンに迫りつつも何か裏事情があるのではないかと察し、穏便な形での逮捕を望む。格闘技の心得がある。
サイラス・カバカ
演 - ピーター・キング・ツィオーキ / 日本語吹替 - 天田益男
ナイロビで大きな権力を持つギャングのボス。"ヴァン・ダム"として話題になったカフィアスと接触し、カフィアスの母が必要とする医薬品を報酬として、自分の手下になって活動するよう取引を持ち掛ける。
ミルトン・ベイリー・"ウィスパーズ"・ブランドン
演 - テレンス・マン / 日本語吹替 - 小原雅人
自身も感応者でありながら、感応者たちを捕えようとする組織バイオロジック・プリザベージョン・オーガニゼーション（BPO）の要職に就いている。マシソン、ギボンズといった偽名も持つが、クラスターを侵食することから感応者たちの間では"カンニバル"と呼ばれている。アンジェリカとその関係者たちは、彼と繋がってその囁き声によって自殺に追い込まれたことから、ウィスパーズ（囁き声）と呼称している。「叫んだりしない。囁くだけ」
紳士然とした物腰だが冷酷な人物で、捕らえた感応者に激しい拷問を加えたり、障害となる人物の殺害も行っている。
ジョナス・マリキ
演 - ナヴィーン・アンドリュース / 日本語吹替 - 村治学
新生した8人の感応者たちを助けようとする、別クラスターの感応者。
公的にテロリストとして指名手配されていることから、まだ感応者について知らなかったウィルに逮捕されてしまう。
ノミ、ウィルと直接対面した後にBPOで囚われの身となったことで、8人の感応者たちとウィスパーズを「面会」により仲介する立場となる。
アンジェリカ・"エンジェル"・チューリング
演 - ダリル・ハンナ / 日本語吹替 - 佐々木優子
ジョナスと同じクラスターの感応者。8人の感応者たちの精神的な繋がりを活性化させ、そのクラスターの"母"となる。
BPOに関わっていたが、物語の開始時点ではウィスパーズに追われる立場にあり、追い詰められて拳銃自殺した。ジョナスによれば感応者についての学術的な知識が豊富だったようである。
ホイ
演 - シルベスター・マッコイ / 日本語吹替 - 魚建
感応者の老人。田舎者のような風体をしていて、自称「ホイのおじさん」。ライリーのDJイベントに参加して彼女と「面会」できるようになるが、警戒心からブロッカーを使って接触を拒んだ。後にライリーを評価するようになり、感応者とBPOについて重要な情報を与える。
ボーディ
演 - サラ・カンツ / 日本語吹替 - まつだ志緒理
感応者の女性。スキンヘッドで後頭部に刺青を入れている。ライリーのDJイベントに現れて「面会」するが、通常は互いに身の回りの光景が見えるはずにもかかわらず、ライリー側からボーディの周囲が見えないという一方的なものであり、ライリーを困惑させた。

## 用語
感応者
学名『ホモ・センソリウム』。サイセリウムと呼ばれる超常能力神経の働きにより「共有」「面会」といった能力を持ち、そのため他者との共感力に優れた反面、冷酷さではホモ・サピエンスに劣ったため、生物種としての生存競争に敗れたとされる。しかし絶滅はせず現代まで生き延びている。
クラスター
互いに繋がりを持った感応者の集団。感応者として目覚めた時点から「共有」と「面会」を行える。
共有
感応者が持つ能力のひとつ。クラスター内の他の感応者が持つ知識や記憶、感覚を共有する。それにより同じクラスターに属する感応者は、各々のスキルを自分でも扱うことができ、他言語地域の相手であっても会話に支障が生じない。
面会
感応者が持つ能力のひとつ。どれほど離れていても、他の感応者の目の前に姿を現し、会話ができる。相手の元へ「面会」しに訪れる側は頭の中で思うだけで話すことができるものの、「面会」を受け入れる側は会話のためには実際に喋らなければならず、事情を知らない者の目には奇異な独り言に映る。
同じクラスターに属する者同士は自然に行えるが、他のクラスターの感応者とは直接目線を合わせたことがなければできない（その他の感応者には波及せず、あくまで目線を交わした者同士だけで行えるようになる）。互いの了承を必要とはせず、また必ずしも意図的に行えるものでもないため、望まぬ状況で一方的に起こることもある。
サイ・ブロッカー
通称「ブロッカー」。サイセリウムの働きを阻害する薬物。効き目がある間は「共有」「面会」を行うことができなくなるが、BPOはサイセリウムを追跡する技術を持つことから、感応者たちはBPOの目を逃れるために服用している。
バイオロジック・プリザベーション・オーガニゼーション
通称「BPO」。表向きはヒトゲノム研究を目的としているが、実態は感応者の研究組織。世界各国の承認の元に設立された公的機関であり、強大な影響力を持つ。

## エピソード
| シーズン | シーズン | エピソード | エピソード   | 配信日         |
| -------- | -------- | ---------- | ------------ | -------------- |
|          | 1        | 12         | 12           | 2015年6月5日   |
|          | 2        | 12         | 1            | 2016年12月23日 |
| 10       | 2        | 12         | 2017年5月5日 |                |
| 1        | 2        | 12         | 2018年6月8日 |                |

### シーズン1（2015）
| 通算 | 話数 | タイトル                     | 原題                                               | 監督                     | 脚本                                                 | 初回放送日   |
| ---- | ---- | ---------------------------- | -------------------------------------------------- | ------------------------ | ---------------------------------------------------- | ------------ |
| 1    | 1    | 大脳辺縁系共鳴               | Limbic Resonance                                   | ウォシャウスキー姉妹     | ウォシャウスキー姉妹 & J・マイケル・ストラジンスキー | 2015年6月5日 |
| 2    | 2    | 私はみんなで、みんなは私     | I Am Also a We                                     | ウォシャウスキー姉妹     | ウォシャウスキー姉妹 & J・マイケル・ストラジンスキー | 2015年6月5日 |
| 3    | 3    | 痩せっぽち女の優勢           | Smart Money Is on the Skinny Bitch                 | ウォシャウスキー姉妹     | ウォシャウスキー姉妹 & J・マイケル・ストラジンスキー | 2015年6月5日 |
| 4    | 4    | 何が起こっているの           | What's Going On?                                   | トム・ティクヴァ         | ウォシャウスキー姉妹 & J・マイケル・ストラジンスキー | 2015年6月5日 |
| 5    | 5    | 芸術は宗教のようなもの       | Art Is Like Religion                               | ジェームズ・マクティーグ | ウォシャウスキー姉妹 & J・マイケル・ストラジンスキー | 2015年6月5日 |
| 6    | 6    | 悪魔                         | Demons                                             | ウォシャウスキー姉妹     | ウォシャウスキー姉妹 & J・マイケル・ストラジンスキー | 2015年6月5日 |
| 7    | 7    | 探偵ごっこ                   | W. W. N. Double D?                                 | ジェームズ・マクティーグ | ウォシャウスキー姉妹 & J・マイケル・ストラジンスキー | 2015年6月5日 |
| 8    | 8    | 人の本質は勇気の有無で決まる | We Will All Be Judged by the Courage of Our Hearts | ダン・グラス             | ウォシャウスキー姉妹 & J・マイケル・ストラジンスキー | 2015年6月5日 |
| 9    | 9    | 死は別れじゃなくて           | Death Doesn't Let You Say Goodbye                  | ウォシャウスキー姉妹     | ウォシャウスキー姉妹 & J・マイケル・ストラジンスキー | 2015年6月5日 |
| 10   | 10   | 人間の条件                   | What Is Human?                                     | ウォシャウスキー姉妹     | ウォシャウスキー姉妹 & J・マイケル・ストラジンスキー | 2015年6月5日 |
| 11   | 11   | 引き返せば未来は変わる       | Just Turn the Wheel and the Future Changes         | トム・ティクヴァ         | ウォシャウスキー姉妹 & J・マイケル・ストラジンスキー | 2015年6月5日 |
| 12   | 12   | あの子を置いていけない       | I Can't Leave Her                                  | ウォシャウスキー姉妹     | ウォシャウスキー姉妹 & J・マイケル・ストラジンスキー | 2015年6月5日 |

### シーズン2（2016）
| 通算 | 話数 | タイトル                   | 原題                                                          | 監督                     | 脚本                                                                       | 初回放送日     |
| ---- | ---- | -------------------------- | ------------------------------------------------------------- | ------------------------ | -------------------------------------------------------------------------- | -------------- |
| 13   | 1    | 新たな年、新たな物語       | Happy F*cking New Year A Christmas Special                    | ラナ・ウォシャウスキー   | ラナ・ウォシャウスキー & J・マイケル・ストラジンスキー                     | 2016年12月23日 |
| 14   | 2    | わたしは誰                 | Who Am I?                                                     | ラナ・ウォシャウスキー   | ラナ・ウォシャウスキー & J・マイケル・ストラジンスキー                     | 2017年5月5日   |
| 15   | 3    | 義務的共生                 | Obligate Mutualisms                                           | ラナ・ウォシャウスキー   | ラナ・ウォシャウスキー & J・マイケル・ストラジンスキー                     | 2017年5月5日   |
| 16   | 4    | 重なる声                   | Polyphony                                                     | ジェームズ・マクティーグ | ラナ・ウォシャウスキー & J・マイケル・ストラジンスキー                     | 2017年5月5日   |
| 17   | 5    | 恐れは何の役にも立たない   | Fear Never Fixed Anything                                     | ジェームズ・マクティーグ | ラナ・ウォシャウスキー & J・マイケル・ストラジンスキー                     | 2017年5月5日   |
| 18   | 6    | 目に見えない繋がり         | Isolated Above, Connected Below                               | ラナ・ウォシャウスキー   | ラナ・ウォシャウスキー & J・マイケル・ストラジンスキー                     | 2017年5月5日   |
| 19   | 7    | 憎しみを抱く余裕はない     | I Have No Room In My Heart For Hate                           | ジェームズ・マクティーグ | ラナ・ウォシャウスキー & J・マイケル・ストラジンスキー                     | 2017年5月5日   |
| 20   | 8    | あと1発の銃弾があれば      | All I Want Right Now Is One More Bullet                       | ダン・グラス             | ラナ・ウォシャウスキー & J・マイケル・ストラジンスキー                     | 2017年5月5日   |
| 21   | 9    | 家族の意味                 | What Family Actually Means                                    | ラナ・ウォシャウスキー   | ラナ・ウォシャウスキー & J・マイケル・ストラジンスキー                     | 2017年5月5日   |
| 22   | 10   | この世界が舞台だとしたら   | If All the World's a Stage, Identity Is Nothing But a Costume | ラナ・ウォシャウスキー   | ラナ・ウォシャウスキー & J・マイケル・ストラジンスキー                     | 2017年5月5日   |
| 23   | 11   | 平和を望むなら戦いに備えよ | You Want a War?                                               | ラナ・ウォシャウスキー   | ラナ・ウォシャウスキー & J・マイケル・ストラジンスキー                     | 2017年5月5日   |
| 24   | 12   | 愛はすべてに打ち勝つ       | Amor Vincit Omnia                                             | ラナ・ウォシャウスキー   | ラナ・ウォシャウスキー & デイヴィッド・ミッチェル & アレクサンダル・ヘモン | 2018年6月8日   |

## 製作

### コンセプト
ウォシャウスキー姉妹によれば、『センス8』の着想は数年前に発表された「私たちを結びつけると同時に分裂させる技術ついての深夜議論」に遡る。ストラジンスキーは様々な媒体での仕事経験を持つため、ウォシャウスキー姉妹が第1シリーズ制作を決めたときにアイデアのブレインストーミングを行うためラナの自宅に招かれた。ウォシャウスキー姉妹とストラジンスキーは、テレビシリーズを制作するなら「誰もやっていない」ことを試したいと思っていたし、『マトリックス』がアクション映画に大きな影響を与えたように「テレビ番組のボキャブラリー」を変えたいと望んでいた。数日の議論の末、人類の共感関係の進化を探る作品にすること、世界規模の話となるだろうこと、標準的なテレビ制作モデルを可能な限り逸脱する(またはそう見えるようにする)ために各国でのロケーション撮影が必要になることが決まった。ストラジンスキーのインスピレーションの源は、世界中さまざまな地域に住む友人たちと同時に映画を観てオンライン上でコメントし合った経験だった。
作品タイトルはブレインストーミング2日目にラナが考えたが、そのときはまだ何人のキャラクターを登場させるか決まっていなかった。
ラナはストラジンスキーにsensateの言葉遊びである"Sense8"と書かれたノートを見せて8人の主人公の概念を示すと、「難しい部分はもう終わった！」と述べた。

### 制作
三人は思いついたコンセプトに興奮し、誰かに任せるのではなく自分たちで制作することに決めた。ウォシャウスキー姉妹は3時間分のスペック・スクリプトを書き、ストラジンスキーと共にワーナー・ブラザースやHBOへ売り込もうとしたが、誰にも作品コンセプトを理解されず棚上げとなってしまった。数年後、テレビの風潮が実験的なコンセプトを許容し始めていると感じた彼らは売り込みを再開した。2012年10月2日、バラエティはウォシャウスキー姉妹がストラジンスキーのStudio JMSとGeorgeville Televisionの助けを得て、ロサンゼルス周辺で『センス8』を売り込んでいるとしてその作品の存在を最初に報じた。もし売り込みが成功すれば、姉妹とストラジンスキーはショーランナーの職を分かち合うことになる。さらにウォシャウスキー姉妹は、スケジュールが許すならば幾つかのエピソードの制作指揮をする予定だった。ストラジンスキーによればバイヤー候補として最初に打ち合わせをした相手はネットフリックスであった。ウォシャウスキー姉妹とストラジンスキーは、性別、身分、秘密、そしてプライバシーなどのテーマについて話した。ラナによると世界各地での撮影についてネットフリックスは好意的な反応を示し、これは以前失敗に終わった売り込みの際に受けた「無理に決まっている」反応とは対照的なものだった。彼女らはまた、もし彼女らが「なんでもしていい」自由を得たなら「あらゆる異なった人種による狂騒的な乱交」や「出生」について関心があると正直にネットフリックスへ話し、ネットフリックスは乗り気であった。打ち合わせは表面上は上手くいったように思われたが、商業的な案を打ち出せなかったため、彼女らは失敗したのではないかと心配した。HBOなどにも売り込む前にとネットフリックスは先制し、昼までに彼女らを呼び出して第1シーズンの購入オファーを出した。ネットフリックスは2013年3月27日に第1シーズン10エピソードを発注したと発表した。
撮影が始まってから、脚本の密度とファースト・エピソードのファースト・カットが延びたことにより、ショーランナーたちとネットフリックスは12エピソードへの延長について合意した。ウォシャウスキー姉妹とストラジンスキーの制作プロダクションはこの作品のために設立され、Unpronounceable Productionsと名付けられた。この名称はショーランナーたちの姓の発音の難しさに言及したジョークとしてストラジンスキーによって提案された。
撮影開始前、ウォシャウスキー姉妹とストラジンスキーは、ストラジンスキーが以前『バビロン5』で行っていたことと同様に、シリーズ最終エピソードを含めて5つの物語を書いた。キャストたちは5シーズン契約に署名した。ストラジンスキーは「我々は5年の物語を5シーズンで描くことにして、キャストたちとは5シーズンの契約を交わした。オフシーズンを含めれば5、6年になる」と述べた。
第1シーズンはキャラクターたちのオリジン・ストーリーとなる。
ストラジンスキーは設定資料がどれくらい長いのかと尋ねられ「我々の頭の中にある」と答えたが、第1シーズンを成功させるために、第2シーズンの仮の要点について30ページの文書を書いた。
『マトリックス』以来、コミックブック業界でウォシャウスキー姉妹とコラボレーションしてきたコミックブック・アーティストのスティーブ・スクロースが、この作品の絵コンテを描いた。ジュリー・ウォシャウスキーは第1シーズン各エピソードのエンドクレジットに"ストーリー・リサーチャー"として名を連ねた。ラナの妻、カリン・ウィンスロー・ウォシャウスキーは第2シーズン・第2エピソードからストーリー・リサーチャーとしてクレジットされている。リリー・ウォシャウスキーは性転換を終えた後、第2シーズンの脚本と監督の立場に戻らず休養を取ることに決めたが、共同制作者としては活動を続けた。テレビ企画に初参加するウォシャウスキーを助けるため第1シーズンのプリプロダクションからポストプロダクションまで積極的に参加していたストラジンスキーは、脚本執筆フェーズ完了により第2シーズンでの主な役割が終了したと述べ、ラナが自分で制作に取り組むために必要な経験を積んだと感じた。また第2シーズンは感応者についての神話的な裏話を明かし、他のクラスターについて触れ、第1シーズン終了時に視聴者が抱く多くの疑問に答えを示すよう設計されているとも述べた。ラナは子供の頃『ヒルストリート・ブルース』、『モーク&ミンディ』、『オール・マイ・チルドレン』などのテレビの特別番組が好きだったことから、第2シーズンの最初のエピソードを2時間のクリスマス特番にするというアイデアを思い付いた。
ラナは誕生日や祝日、祝賀会などは皆が繋がっていると同時に独自に孤立しているようにも感じられるものであり、特番におけるキャラクターたちの生活を自分のことのように楽しんだと説明した。

### 脚本
第1シーズンの初稿はウォシャウスキーとストラジンスキーの間で分割された。ウォシャウスキーはエピソード1、2、3、7、8、ストラジンスキーがエピソード4、5、6、9、10を書いた。その後、ウォシャウスキーとストラジンスキーは互いのスクリプトを編集し合った。ストラジンスキーは、脚本の良い部分はラナと自分の共同執筆だと語った。ストラジンスキーはウォシャウスキーとの共同執筆が互いの弱みを隠す助けとなり、学び合うことができたと考えた。ストラジンスキーは、ウォシャウスキー姉妹はアクションとプロットが最大の強みであるものの、構成に難があると認識していた。一方自分には構成力こそあるものの、アクションは苦手だと考えていた。ストラジンスキーには彼なりの仕事のやり方があり、執筆する前にスクリプトの最初から最後まで頭の中で作成するが、ウォシャウスキーは出来上がった部分から書き始めて、出来ていない部分には手を付けずにどうしたら最も上手くいくのか様子を見る。
ストーリーの初期バージョンではイラクの感応者と作品のヴィランであるウィスパーズに、より焦点が合わされていたが、オープニングシーンを除いて物語展開を8人の視点に制限すると脚本家たちが決めたことで変更された。シーン設定がサンフランシスコならばノミ、シカゴならばウィルの視点でなければならないということである。作品はキャラクターたちが自身に何が起こっているのかわからず、たとえば従来的な作品のようにヴィランが何をしているかについて把握することもできないため、視聴者も主人公たちと同じ疑問と混乱を抱いていく。主人公たちが幾つかのエピソード進行過程で何が起こっているか理解し始めると、視聴者も同じレベルで理解していく。ストラジンスキーは従来のテレビネットワークではこの手法は機能しなかっただろうと述べている。「第1エピソードは、パイロット版の造りでは決して出来ない手法で書かれている。パイロット版というものは、視聴者を惹きつけるために全てのルール説明を行わなければならない」とストラジンスキーは語った。代わりにネットフリックスが推進しているビンジ・ウォッチングモデルを利用することで、このシリーズは12時間の映画として描かれ、物語を異なるペースで進めることができる。
トランスジェンダー女性であるラナ・ウォシャウスキーはキャリアの中で初めてトランスジェンダーを描いた（本作の登場人物のノミ・マークス）。そのため部分的には彼女自身の経験を反映させている。「いくつかとても強烈に自伝的なシーンがあり、非常に難しくもシュールだった」とラナは語った。ノミを演じるジェイミー・クレイトンは、若かりしノミがジムのシャワーで少年たちに虐められたシーンを、ラナの人生経験からくるものだと紹介した。ノミのガールフレンド、アマニタを演じるフリーマ・アジェマンは、彼女の性格はラナの妻であるカリン・ウィンスローに大きく影響を受けていると話している。ラナがノミに親近感を抱いて執筆したように、ストラジンスキーは自身が父親と不仲であったことから、自分はヴォルフガング・ボグダノフに近しいと感じた。「ヴォルフガングはストーリーテリング上の真北に位置した」とストラジンスキーは語った。ストラジンスキーは、執筆段階においてリリー・ウォシャウスキーに近い性格のキャラクターが誰かは明かしていない。それ以来、リリーもトランスジェンダーとしてカムアウトした。彼女の性転換過程の始まりは第1シーズンの開始以前で、クレイトンは早い段階でそれを知っていた。
スクリプト量を半分に分け、遠隔で(しかし頻繁に打ち合わせを行って)執筆された第1シーズンとは異なり、第2シーズンはシェアルームでの共同作業となった。『クラウド アトラス』の著者デイヴィッド・ミッチェルと小説家にしてコラムニストのアレクサンダル・ヘモンは第2シーズンの脚本執筆を行い、"コンサルタント"としてクレジットされた。ラナは姉妹とトム・ティクヴァと共に『クラウド アトラス』を映画化した後、ミッチェルと友人になり、『センス8』の第1シーズンを撮影する直前にミッチェルのThe Bone Clocksを読み、「『センス8』と『ジュピター』をまとめたもの」に似ていることに驚いた。「奇妙で、精神共有という『センス8』のような経験でした」とラナは語った。ヘモンは2009年に初めてウォシャウスキー姉妹と出会ってインタビューを受け、彼女らの望む映画脚本のインスピレーションを得て、それらを整理し2012年ザ・ニューヨーカーに『クラウド アトラス』を書いた。第2シーズンのエピソード4「重なる声」でミッチェルとヘモンは、ノミとアマニタの好きな作家としてカメオ出演し、本人役でクレジットされた。キャストらによると、第2シーズンの撮影中、ラナはロケーションやキャストたち、あるいはセットからさえもインスピレーションを得て、毎日のように大量のリライト作業を行った。

### キャスティング

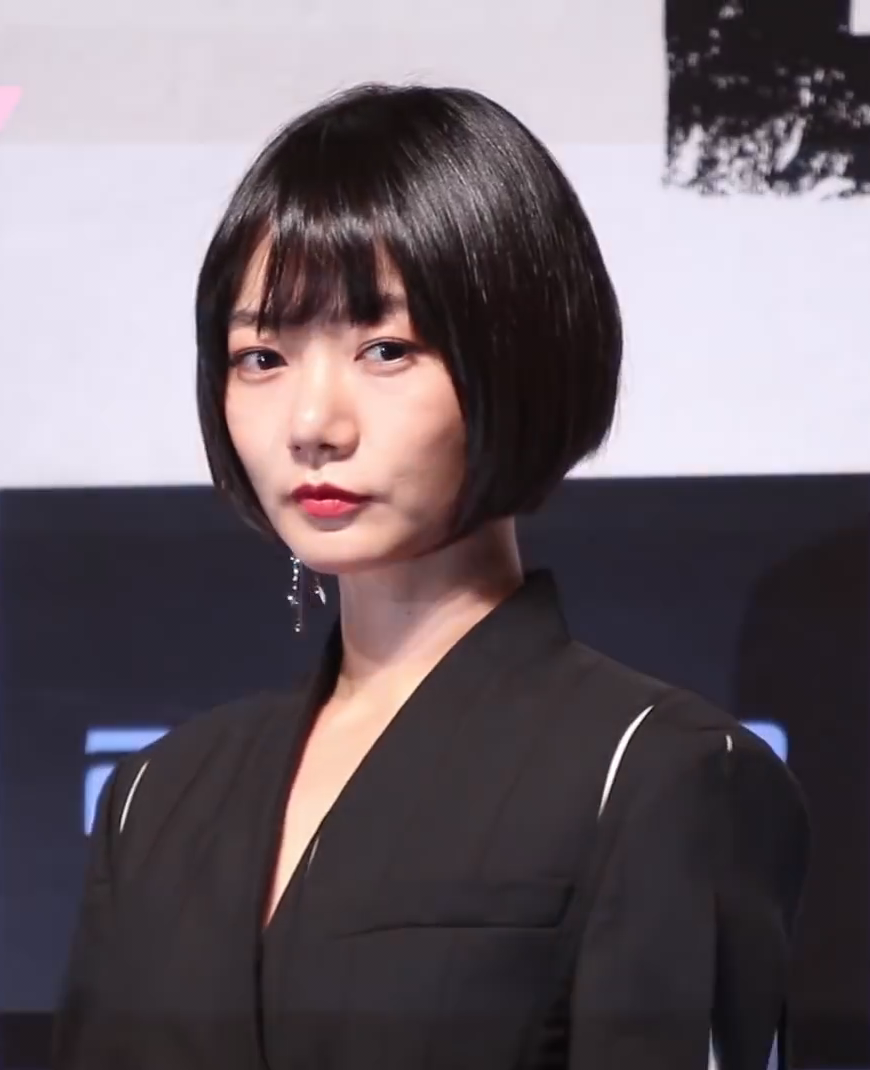
『クラウド アトラス』、『ジュピター』に続いて『センス8』でウォシャウスキー姉妹と三度コラボレーションする韓国の女優ペ・ドゥナ。

2014年6月20日、Deadline.comは8人の主要人物役と、その他の登場人物役としてフリーマ・アジェマン、ナヴィーン・アンドリュース、ダリル・ハンナ、アルフォンソ・ヘレーラ、エレンディラ・イバラが出演することを報じた。制作者たちはアメリカ以外の地域に住む登場人物役として、できるかぎりそれぞれの国籍と合致する俳優のキャスティングを望んだ。たとえばペ・ドゥナ、ティナ・デサイ、マックス・リーメルトはそれぞれ、ソウル、ムンバイ、ベルリンのキャラクターである。8人の主要人物は同じ誕生日という設定であるため、俳優たちは全員、20代半ばから30代前半の者が選ばれた。制作者たちは中国人、日本人、韓国人のキャラクターを描きたいと思っており、ウォシャウスキー姉妹が以前『クラウド アトラス』と『ジュピター』でペ・ドゥナと仕事をしたことから、韓国人のキャラクターを作ると決めた。ペ・ドゥナは『センス8』への出演契約に際して、その5シーズン計画は10年に渡ってアクションシーンの撮影があることを意味すると考え、結婚や妊娠が難しくなることを心配した。ショーランナーたちは、もし妊娠したなら彼女のためにキャラクターを死なせるから心配ないと説得し、彼女はキャストに加わった。ジェイミー・クレイトンは彼女自身と同じくトランスジェンダーの女性を演じる。トランスジェンダーの監督が描いたトランスジェンダーの女性役ということ、またSF好きでストラジンスキーのファンでもあったため、『センス8』に関心を抱いた。タペンス・ミドルトンは『ジュピター』に出演している間に、ウォシャウスキー姉妹が『センス8』の脚本を書いていることを知ったが、出演を考えてはいなかった。ティナ・デサイはロンドンで行われた第二オーディションに参加する都合を付けられなかったが、Skypeを用いて作品についての自分なりの解釈を伝え、役を得た。マックス・リーメルトは、長年リーメルトと一緒に仕事をしたいと思っていたトム・ティクヴァから推薦を受け、キャスティングされた。ブライアン・J・スミスは、当時出演していた舞台のアフターパーティで、本シリーズのキャスティングディレクターを務めるカルメン・キューバと会い、参加を勧められてオーディションに臨んだ。ダリル・ハンナは当初、両性具有のキャラクターとして考えられていたウィスパーズ役で出演依頼を受けたが、面接の場でアンジェリカ役を打診された。11月、Deadline.comは執着心を持つヴィランとしてクリスチャン・オリヴァーがキャストに加わったと報じた。オリヴァーは『スピード・レーサー』以来二度目となるウォシャウスキー作品でのヴィラン役に興奮していると語った。『バウンド』と『マトリックス』でウォシャウスキー作品に出演したジョー・パントリアーノがウィルの父親役としてクレジット記載無しでキャスティングされた。
2016年4月26日、アムル・アミーンは第2シーズンの脚本の読み合わせ中にラナ・ウォシャウスキーと対立して以来、徐々に関係が悪化し、第2シーズンのいくつかのエピソードを撮影したところで突然降板したとDeadline.comが報じた。Deadline.comの記事や共演者のタペンス・ミドルトンが語るところによれば、その対立は両者の創造性の違いであると示唆されている。そのことについて尋ねられたストラジンスキーは、その場に居合わせなかったためアミーンとラナの間に何が起こったのかを把握していないが、両者の選択を尊重すると述べた。アミーンが去った後、カフィアス役のオーディションが7日間行われ、トビー・オンウメールが改めてキャスティングされた。オンウメールはそれまで本作を未見であったが、オーディションに先立っていくつかのエピソードを視聴した。彼はアプローチについて「私がすべきことはアミーンを正確に模倣することではなく、自分なりの捻りを加えて役柄を自分のものにし、このキャラクターに同じ本質を与えることだ。違った人生を歩んできたし、取り組み方も違うだろうから」と語った。4月初旬、過去ウォシャウスキー作品の『スピード・レーサー』と『ジュピター』に出演したキック・ガリーは、ラナが彼に特別な役を用意し、第2シーズンにキャスティングされたことを電話で知らされた。5月、ベン・コールが"普通の"感応者のトッド役でキャスティングされたことをDeadline.comが報じた。9月、シルベスター・マッコイが、第2シーズンを迎えている、あるネットフリックス作品の3から4エピソードに出演したことを明かし、これは後に本作のことだと特定され、彼が望むならさらなるシーズンに出演契約できることになった。『クラウド アトラス』で端役であったマルティン・ヴトケも第2シーズンに出演した。

### 撮影ロケーション
ストーリーの国際的な面を伝えるために、『センス8』はほぼ全世界で撮影された。第1シーズンは8ヵ国9都市（ベルリン、シカゴ、ロンドン、メキシコシティ、ムンバイ、ナイロビ、レイキャビク、サンフランシスコ、ソウル）である。第1シーズンの制作は2014年6月18日にサンフランシスコで始まった。制作者たちはクラリオンアレイ・ミュラルプロジェクトの主催者と交渉し、作品内でアーティストらの作品を紹介した。シカゴでの撮影は7月9日に始まって8月8日に完了し、Cinespace Film Studiosでも撮影が行われた。幾つかのシーンはドライブスルー・レストランのスーパードッグで撮影され、利用客たちは撮影を凝視しないよう求められた。ウォシャウスキー姉妹は常連客であった。ロケーション・ハンティングの最中、プロデューサーたちはシカゴ近郊のインディアナ州ゲーリーにシティメソジスト教会を見つけ、脚本中の1シーンを教会に設定し、6月25日から28日まで撮影に利用した。撮影はロンドンで短期間行われた後アイスランドに移り、8月26日から9月6日までレイキャビクとアクラネースで行われた。ナイロビでの撮影においては、700人のエキストラと200台の車、ヘリコプターが必要とされた。ソウルでは9月18日から30日まで撮影された。次にメキシコシティへ移り、その後はドイツのベルリンとバーベルスベルク・スタジオで撮影された。最後にナイロビを訪れ、スラムドッグ$ミリオネアのロンギヌス・フェルナンデスが振付したボリウッドのダンスナンバーを撮影した。脚本家たちは各都市でのイベント撮影を企画したがった。サンフランシスコではサンフランシスコ・プライドと、ダイクマーチのダイクス・オン・バイクス、シカゴでは独立記念日の花火、そしてムンバイのガネーシュ・フェスティバルである。さらにサンフランシスコでトランスジェンダーたちのクィア・パフォーマンスであるフレッシュ・ミート・フェスティバルを、ロンドンのKOKOでクラブイベントを、
メキシコシティでは、アリーナ・ナウカルパンで本物のルチャリブレ(メキシコのプロレス)の覆面レスラーが試合をするところを記録した。最後に、キャラクターたちが飛行機に搭乗しているシーンは、キャストや撮影スタッフがロンドンからアイスランドへ移動する実際の飛行中に撮影された。2014年11月17日にストラジンスキーは、翌月に冬のアイスランドでの撮影を残し、主要シーンの撮影が終わったと述べた。これらのシーンはアイスランドに充分な量の雪がもたらされる2015年1月中旬まで延期され、1月21日にレイキャビクのハルパ・レイキャヴィク・コンサートホール&会議センターで打ち上げが行われた。撮影終了までの飛行距離は地球4周分、10万マイルに及んだ。
第2シーズンは11ヵ国16都市で撮影された。第1シーズンにおけるレイキャビク以外のロケ地に加えて、アムステルダム、アーガイル、チッパンハム、ロサンゼルス、マルタ、ポジターノ、レッドウッド国立公園、サンパウロが加わった。第2シーズンの主要シーン撮影は2016年3月からの予定だったが、クリスマス休暇の間に主要人物を撮影するため、2015年12月30日に前倒してベルリンで始められた。続いて2016年1月23、24日にシカゴで短期間の撮影が行われた。2016年3月中旬にベルリンで撮影が再開され、3月25日には10日間の撮影のためムンバイへ移動した。4月7日、ポジターノで撮影が始まった。アムル・アミーンは撮影に参加せず、制作から離れることを決めた。4月後半にはメキシコへ移り、トビー・オンウメールがアミーンの役を引き継ぐこととなり、主にメキシコシティで、またメテペックで1日の撮影を行った。カリフォルニア州サンフランシスコでの撮影は5月5日頃から5月20日まで行われた。ロケーション・マネージャーのマシュー・リウッタは、ビリー・ゴート・ヒル公園のブランコでのロマンティックなシーンの撮影において「誰かが不意に裸になった」ことで公園娯楽省から罰金刑を受けた。ロサンゼルスで2日間の短い撮影があり、5月24日からはマリブで撮影が始まった。5月下旬にサンパウロで撮影が始まり、5月29日には第20回サンパウロ・ゲイ・プライド・パレードでの撮影が行われた。ラナがパレードの2日前までその決定を下せなかったのは、スケジュールが競合していたことからプロダクションが計画を放棄していたためである。ラナは間に合うことに気が付くとサンパウロへ飛び、何百万人もの前でリハーサル抜きに撮影を行った。シカゴでの撮影は6月5日から15日にかけて行われ、イギリス・ロンドンへ移ってケンブリッジ(チッペンハム公園)とスコットランド(アードキングラスの屋敷とストーカー城で9日間)で7月4日まで撮影した。その後はオランダのアムステルダム、デン・ハーグ、ユトレヒトへ移り、7月19日までの約2週間撮影した。アムステルダムではまずアムステルダム国立美術館を舞台とし、レンブラントの絵画の実物を撮影した。保険会社はラナに撮影許可を与えなかったが、彼女自身や美術館へ赴くことができない家庭の人々にとって『夜警』がどれだけ重要なものかという内容の8枚の手紙を書き、最終的に許可を得ることができた。アムステルダムのクラブ・パラディッソでは実際の観衆の前でタペンス・ミドルトンのDJシーン及び他キャストのダンスシーンを撮影した。
オランダの次に、7月22日には早くもナイロビで撮影が始まり、後に韓国のソウルと富川市で行われた撮影は最長のものとなり、約3週間に及んだ。その後、9月14日までベルリンに移り、同時期に2日間だけロンドンへ戻ってウェストミンスター宮殿の外で撮影を行った。9月18日にはマルタへ移り、カルカラで2日間、水槽を使った撮影が行われた。2016年9月19日、マルタでの撮影完了をもって、第2シーズンの撮影が終了した。総合的にキャストと撮影スタッフの飛行距離は25万マイル以上となったが、ロケ地選びを行ったディレクターとプロデューサーの幾人かは37万マイルに及んでいた。

### 演出
本作はエピソードごとではなく撮影地ごとに監督が別れており、各エピソードは数ヵ国に跨っているため、単独の監督は存在しない。第1シーズン、ウォシャウスキー姉妹はシカゴ・サンフランシスコ・ロンドン・アイスランドで監督したが、ロンドンとアイスランドは当初ストラジンスキーが担当するはずだった。ストラジンスキーは最終的にそれら広範なシーン撮影をウォシャウスキー姉妹に任せ、自分はポストプロダクション作業に注力することにした。ジェームズ・マクティーグ(『Vフォー・ヴェンデッタ』や『ニンジャ・アサシン』)はメキシコシティとムンバイ、またレイキャビクの幾つかのシーンを担当し、ドイツ人監督のトム・ティクヴァ(『クラウド アトラス』)は『Nairobi Half Life』の制作でウォシャウスキー姉妹に注目され、本作でベルリンとナイロビを担当した。ダン・グラスは『マトリックス リローデッド』以降のウォシャウスキー作品で視覚効果スーパーバイザーを務めてきたが、本作のソウル担当として初めて監督業に就いた。別々の国で撮影が同時進行している時期もあったが、ウォシャウスキー姉妹は撮影地を回り、それぞれの担当監督と協力し合った。報じられたところによれば、ウォシャウスキー姉妹はメキシコシティでシルベストレの演じるキャラクターがスタント撮影に臨むシーン、ナイロビでのマチェテを用いた戦闘シーンに加えて"Van Damn"のカーチェイスなど、自分の担当以外の地域でも部分的に監督作業を手伝った。総計すると、ウォシャウスキー姉妹は7エピソード、マクティーグとティクヴァは各2エピソード、グラスは1エピソードの監督としてクレジットされた。本作の第1シーズンにおいて、ウォシャウスキー姉妹は一日あたり脚本10～15ページ分の撮影を進め、これは典型的な大規模予算映画に慣れていた彼女たちにしても、一日2～3ページ分は速いペースであった。彼女らはプレッシャーがかかっているとコメントしたが、その一方でリリーはそうしたやり方を学ぶことがエキサイティングだとも述べた。ティクヴァは完成に間に合わせるため一日あたりシーン7分の撮影ペースで進めなければならず、同じく映画界にいた彼もまた、これを非常に珍しいことだと感じた。
第2シーズン、ラナ・ウォシャウスキーは姉が休養に入ったことで本作における多くの制作の仕事を引き継ぐことになり、監督としての責任が増した。
プロダクション・サウンド・ミキサーのスティーヴィー・ヘイウッドは、ラナの演出スタイルは基本的にカメラを2台使用しており、15～20分の「非常に長いテイク」を撮影できると説明した。さらに、キャストやラナたちスタッフは一切リハーサルを行わなかった。「実際、撮影がリハーサルになっていた」とヘイウッドは述べた。仮に技術的な問題が起きてもラナはキャストたちの即興に期待して、「カット」と呼びかけるまでは撮影を続けた。セットにおけるラナの撮影スタイルについてスミス、デサイ、シルベストレらが裏付けており、ラナはリハーサルを嫌っていて、長回しを使用し、彼らの演技に対していくつか異なったバリエーションを求められたと語った。マクティーグはメキシコシティに監督として戻った。ティクヴァはナイロビパートの監督として戻ったが、テレビシリーズ『Babylon Berlin』の仕事に忙しかったため、ベルリンだけは監督しなかった。グラスは第2シーズンにおいてソウルの第二撮影班（Second unit）を監督し、ベルリンでも担当した。総計すると、ラナはクリスマス特番を含む第2シーズンの6エピソード、マクティーグは3エピソード、ティクヴァとグラスはそれぞれ1エピソードでクレジットされた。

### 撮影
ネットフリックスは4Kカメラを使って撮影することで作品の見栄えを向上させ、撮影監督のジョン・トールは特別に取り上げられた9ヶ所の土地で主にソニー製CineAlta PMW-F55に、カール・ツァイス製ウルトラ・プライムとCooke Optics S4のレンズを組み合わせて撮影した。第1シーズンではトールは『クラウド アトラス』と『ジュピター』においてウォシャウスキー姉妹とグラスに再び協力し、サンフランシスコ、シカゴ、ロンドン、アイスランド、ソウルでの撮影を担当した。トールは慣れていた長編映画とは違う、テレビ制作の速いスケジュール進行に合わせるために、撮影にステディカムや手持ちカメラを多用した。他の撮影監督たちも同じ問題に直面したため、同様のスタイルを取った。マクティーグはメキシコシティとムンバイの撮影監督として、『推理作家ポー 最期の5日間』と『サバイバー』で仕事を共にしたダニー・ルールマンを起用した。ティクヴァはベルリンとナイロビの撮影のために、それぞれフランク・グリーベ、クリスチャン・ヘルメスベルガーと働いた。グリーベは以前、『クラウド アトラス』を含むティクヴァの長編映画作品7本を撮影していた。ヘルメスベルガーはティクヴァがナイロビを舞台にした映画『Soul Boy』と『Nairobi Half Life』を製作した際の撮影監督だった。
第2シーズンでは再びF55カメラが主に使われ、パナビジョン製Primo 11:1 zoomとカールツァイス製ウルトラ・プライム、FUJINON19-90mm Cabrio Premierレンズが使用された。
ルールマンはメキシコシティでマクティーグと、ヘルメスベルガーはナイロビでティクヴァと、残りの全ての地域ではトールがラナ・ウォシャウスキーと組んだ。
彼らは二台のカメラセット（AとB）を用いた。Aはほぼステディカムによる撮影であり、Bは常時、手持ちカメラが使われた。トールは、このセットアップは厳しいスケジュール進行と大量の映像素材を必要としたからだけでなく、Aカメラを撮影技師のダニエル・マサチェシに任せたいというラナ・ウォシャウスキーの要望も理由だったと説明した。さらにトールは「我々が採用した撮影方法は、従来通りのマスターショット撮影をしつつ、他の角度やクローズアップショットへ優雅に移行できる。本質的に常に同じテイクでカバレッジ撮影していたようなものだ」とも述べた。

### 特殊効果とポストプロダクション
ソウル担当のダン・グラスとジム・ミッチェルは、第1シーズンの視覚効果スーパーバイザーであった。同シーズンには約1200のVFXショットがあった。シカゴでは社内VFXチームが編成され、700ショット以上を手掛けた。Locktix VFX（160 - 180ショット）、テクニカラー（100ショット以上）、Encore VFXが主要なVFXベンダーであった。追加作業はStudio 8 FX、Trace VFX、そしてAlmost Goldが行った。シリーズの厳しい予算と時間のために、ほとんどの特殊効果はSFXで行い、必要に応じてVFXで付与された。感応者たちがテレパシー的にやり取りするシーンの多くで、追加作業を必要としないようキャストたちは単に撮影フレームの内外を都度、出入りしていた。グラスによると、VFX作業のほとんどは最終的に作品には反映されず、画面の分割、映り込んだ撮影スタッフや機材の除去、天候の強調、インサートカットなどであった。他の視覚的なことで言えば、俳優たちの年齢操作、アイスランドの車両走行シーンでの天候の強調、いくつかのクロマキー撮影、CGIによる刃物や出血、傷の追加である。
テクニカラーはジョン・トールとウォシャウスキー姉妹へ日毎に色彩補正の仕上がりを報告し、作品の見栄えを指揮するカラリストのトニー・ダスティンは「彩度をやや上げることで、現実と超現実が並存する」と説明した。ウォシャウスキー姉妹は従来のテレビ制作で行われているように「リールをロックする」ことのないようプロダクションに要請し、リリースの2週間前まで本作の語り口や見た目、色調の編集が行われた。彼らはまた、劇場映画のクオリティにすることを望み、da Vinci Resolveソフトウェアでシリーズの色調調整を行った。テクニカラーは4Kで作業し、2Kと4K解像度の二つのマスター素材を作成した。
第2シーズンの視覚効果スーパーバイザーはダン・グラスとライアン・アーバンとなり、後者は第1シーズンにおいて賞賛を受けていた。テクニカラーは再び色調調整を担当し、VFX部門は今度は600ショット以上を作業した。
本作はシカゴに本社を構えるウォシャウスキー姉妹のKinowerks、第1シーズンはジョー・ホベックとジョセフ・ジェト・サリー、第2シーズンはサリーとフィオナ・コルベックが編集した。サリーはウォシャウスキー作品『スピード・レーサー』の第一編集アシスタントであり、『ニンジャ・アサシン』では編集を任されていた。ウォシャウスキー姉妹はテレビ番組制作としては挑戦的なやり方になるとわかっていた。非常に素早く仕事を進める必要があったからである。リリーによれば、全米監督協会は長編映画の撮影に最低10週間を求めていたが、『センス8』の第1シーズンは（長編映画とほぼ同等である）1時間のエピソードを2週間ごとに完成させていくペースであった。

### 音楽
『センス8』の楽曲はジョニー・クリメックとトム・ティクヴァによって書かれたが、二人は『クラウド アトラス』でも楽曲を共同制作しており、"Pale 3"として『マトリックス レボリューションズ』のサウンドトラックにもわずかに参加した。
彼らと『クラウド アトラス』で仕事をしたジーン・プリツカーによってリスコアリングされ、MDR交響楽団がレコーディングを行った。各シーズンの楽曲は撮影開始の1年半前に書かれ、シーン撮影前に俳優たちに聞かせることができた。ティクヴァは自身の映画すべてでこのような音楽作りをしており、ウォシャウスキー姉妹は、まず最初に楽曲を書き始めるというこの手法を『クラウド アトラス』のプリプロダクション中に取り入れた後、その後は別の手法を取っていないと述べている。編曲者たちがファーストカットを完成させると、作曲家たちがトラックをさらに発展させる。「我々は拡張と洗練の両面で肉付けを行い、より慎重に進めるのであれば、新しい曲を書いたり、方向性を変えたりもする」と作曲家は説明した。『センス8』のテーマ曲はティクヴァとクリメックが書いたものの中から、ウォシャウスキー姉妹が選んだ。7～8分あった原曲から短縮され、ウォシャウスキー姉妹の要望によって合唱と電子的要素が加えられた。この作品は第68回プライムタイム・エミー賞のメインタイトルテーマ部門にノミネートされた。
ウォシャウスキー姉妹と頻繁に仕事を共にしているイーサン・ストーラーは追加の作曲を行い、シリーズのミュージック・エディターになった。長年クリメックとティクヴァの共同編集者であったガブリエル・アイザック・マウンジーは追加曲を作曲し、第2シーズンのスコアミキサーの一人となった。第1シーズンのエピソード4「重なる声」は主要人物たちが初めて共感を経験するエピソードであり、エピソードタイトルの原題「What's Going On?」は、4 Non Blondesの"What's Up?"の歌詞から取られたものである。
第1シーズンのサウンドトラックアルバムは2017年5月5日にWaterTower Musicからデジタル配信された。クリメックとティクヴァによる10曲に加え、前述の"What's Up?"、ジ・アントラーズの"Kettering"、Seven LionsがKerliとフィーチャリングした"Keep It Close"、シガー・ロスの"Daudalogn"が収録されている。クリメックとティクヴァが単独で作曲したものはWaterTower MusicのYouTubeチャンネルで視聴可能である。クリメックは第1シーズンの楽曲のために、自身とティクヴァがウォシャウスキー姉妹とコラボレーションしたことについて「一週間の共同作曲セッションをしばしば行った。非常に協調的なプロセスで、独りよがりなものではまったくなかった」と述べた。ラナ・ウォシャウスキーはこの楽曲について「それ自体がユニークなスクリプトであり、『センス8』の視聴者を誰も想像したことがない世界へ運ぶ」と述べた。
第2シーズンでは、クリメックとティクヴァは「母」をテーマとした5分以上の曲を10曲、撮影が始まる前に提供した。今度はラナがマウンジーと共に曲のミキシングに取り組み、シーズン最終エピソードにおいてクリメック、ティクヴァと共に作曲担当としてクレジットされた。クリスマス・スペシャル「新たな年、新たな物語」ではダニエル・マーティン・ムーアをリードボーカルとしてApollo Chorus of Chicagoが録音、Gary Fry Musicがアレンジした、レナード・コーエンのハレルヤのカバーを用いた。このシークエンスでは当初サンフランシスコ・ゲイ・メンズ・コーラスが歌ったカバーが用意されていたが、エピソード完成締切の前にライセンス契約が失われてしまったため、ストーラーは彼らの完成曲を破棄して新たにカスタムバージョンを用意する必要があった。5日後に準備された曲についてネットフリックスを含む制作者たちは最終的に満足し、マーケティング・キャンペーンで特別に使用された。同シーズンのエピソード5「恐れは何の役にも立たない」では、ライリーが他の感応者たちに自身を知ってほしいと呼びかけるため、第1シーズンで"What's Up?"を聞いたときのことを思い出し、クラブでそのリミックスを用いたDJプレイを行う。

### タイトル・シークエンス
カリン・ウィンスローは2分間のタイトル・シークエンス映像のため車を借り、撮影助手に手伝ってもらいながら第1シーズンの8ヵ国を回って100ショット以上を撮影した。ウィンスローによれば「ラナから私への指示は、各国へ行き、微妙な空気感や食べ物、人々が何をしているかを体験して、現地の感触を得てその国を説明することだった」。第2シーズンでは映像の一部がウォシャウスキー姉妹の両親を含む新規ショットに置き換えられた。各エピソードのエンドクレジットの最後には「メイン・タイトル・デザイン」としてウィンスローがクレジットされた。

### 打ち切りと再開
2017年3月2日、Deadline.comは、契約が切れた主演俳優8人に対してネットフリックスが同年6月までの契約を交渉しており、『センス8』が第3シーズンに更新される可能性が高いと報じた。2017年5月初旬、プロデューサーのロベルト・マレーバは、レギュラーキャスト8人全員の契約が更新されたわけではないが、交渉は進行中であると語った。また彼は第1シーズンの平均予算は1エピソードあたり約450万ドル、第2シーズンは1エピソードあたり約900万ドルであることを明かした。さらに、複雑な制作体制のためシリーズが第3シーズンで最後になる可能性があること、ラナ・ウォシャウスキーは単独の映画監督として仕事をしていることを付け加えた。2017年6月1日、ネットフリックスはシーズン更新をキャンセルしたと発表した。理由についてネットフリックスのプレスリリースでは触れられていなかったが、公表の数日前から更新キャンセルを示唆していたブライアン・J・スミスは、制作コストに視聴者数が見合っていないことを原因として挙げた。キャンセル発表の直後、ロベルトはネットフリックスが突然「数字だけ」を理由に説明なくキャンセルしたと述べた。
ファンたちはネットフリックスの決定に対してオンライン署名や#RenewSense8（「『センス8』を継続して」）のハッシュタグでのツイートを行い、制作継続を訴えた。2017年6月8日、『センス8』の公式SNSアカウントはファンたちの努力を認め、ネットフリックスは『センス8』の更新を再度検討したが、結論に変更がなかったことを伝えた。スミスはファンたちに原因は低視聴率であることを繰り返し述べ、キャンセルが公式発表される前にサポートの声を求めたのは、一度正式決定してしまったら覆せなくなってしまうからだと説明した。彼は撮影中におけるネットフリックスのサポートを賞賛するとともに、継続のために尽力したファンたちに感謝していると伝えた。2017年6月10日、ネットフリックスの最高コンテンツ責任者テッド・サランドスは全米製作者組合のイベントProduced By Conferenceで、視聴者は非常に情熱的であったものの、全世界での撮影にかかる制作費を支えるほど十分ではなかったと述べた。
その一方で、ラナ・ウォシャウスキーが『マトリックス レザレクションズ』の制作に取り掛かる為に打ち切られたとも言われている。
同月中にネットフリックスが何度も作品継続がないことを伝えたにも関わらず、ファンたちは納得せず、継続を訴えるキャンペーンをやめなかった。2017年6月29日、作品の公式SNSアカウントがラナ・ウォシャウスキーからの手紙を掲載し、そこで2018年を目途に2時間スペシャルをリリースする予定であることが発表された。ラナは手紙の中で、これを可能にしたのはファンからの強力な支援であると感謝を述べた。彼女はまた、作品を継続することはネットフリックスにとって常に挑戦であると説明した。ネットフリックスは最終回について特別な告知を行い、ラナはそのリリースの後、『センス8』の開かれた未来について「この出来事から教わったことがあるとしたら、先のことは誰にもわからないということだ」と述べた。

## 世評

### 批評家の評価
第1シーズンは概ね好評であった。レビュー集計サイトのRotten Tomatoesには45件のレビューがあり、平均値は6.11/10、支持率は67%であった。同サイトにおける批評家の意見には「シナリオの筋には部分的な粗があるが、多様なキャラクターと彼らの物語が創造的に交錯していくことにより、ウォシャウスキー姉妹の『センス8』は魅力的なものとなっている」といったものがあった。加重平均を用いるMetacriticでは、24件の批評に基づき64/100のスコアとなり「全体的に好ましい」評価となった。
第2シーズンも引き続き好意的に受け止められた。Rotten Tomatoesでは14件のレビューがあり平均値7.2/10、支持率86%となった。「『センス8』は驚異的なビジュアル、ウォシャウスキーの風変りな点を維持しつつ、個々のキャラクターの掘り下げにより心打つものとなっている」。Metacriticでは8件の批評に73/100のスコアが与えられ、「全体的に好ましい」評価となった。またRotten Tomatoesには先行配信されたクリスマススペシャルに対する7件のレビューがあり、平均値7.0/10、86%の支持率であった。
ネットフリックスが公表したレポートによれば、エピソード3まで視聴した視聴者の少なくとも70%は第1シーズン終了まで見ており、それについてストラジンスキーは「一度に3回、4回、あるいは6回と続けて」視聴する人がいると述べた。ネットフリックスの別のレポートでは、視聴者がゆっくりとしたペースではなく一度に多くのエピソードを続けて見る（ビンジウォッチ）作品の中に『センス8』があった。ネットフィックスの最高コンテンツ責任者テッド・サランドスは、『センス8』はフランスとドイツのマーケットだけでなく世界的にも成功しつつあると称賛した。ネットフリックスのインターナショナル・シリーズ担当副社長エリック・バーマックは、『センス8』をブラジルマーケットで最も人気があるシリーズのひとつであると認めた。シリーズはデジタル配信であったにも関わらず、第1シーズンの封切り3日以内に50万回以上の違法視聴があったとバラエティが報じた。

### 受賞・ノミネート
| 年   | 賞                               | 部門                                                      | 対象 | 結果       | 参照            |
| ---- | -------------------------------- | --------------------------------------------------------- | --- | ---------- | --------------- |
| 2015 | Camerimage                       | First Look - TV Pilots Competition                        | ラナ・ウォシャウスキーとリリー・ウォシャウスキー （監督）、クリスチャン・ヘルメスベルガー、フランク・グリーベ、ダニー・ルルマン、ジョン・トール （撮影監督） ("大脳辺縁系共鳴"に対して) | ノミネート | [ 242 ] [ 243 ] |
| 2016 | ドリアン・アワード               | LGBTQ TV Show of the Year                                 | Sense8 | ノミネート | [ 244 ] [ 245 ] |
| 2016 | ドリアン・アワード               | Campy TV Show of the Year                                 | Sense8 | ノミネート | [ 244 ] [ 245 ] |
| 2016 | GLAADメディア・アワード          | 最優秀ドラマシリーズ作品部門                              | Sense8 | 受賞       | [ 246 ] [ 247 ] |
| 2016 | ハリウッド・ポストアライアンス   | カラー・コレクション（テレビ）部門                        | トニー・ダスティン （"何が起こっているの"に対して） | ノミネート | [ 248 ] [ 249 ] |
| 2016 | ロケーション・マネージャー組合賞 | Outstanding Locations in a Contemporary Television Series | マルコ・ジアカロン、 ビル・ボウリング | 受賞       | [ 250 ] [ 251 ] |
| 2016 | サターン賞                       | 最優秀ニュー・メディア・シリーズ部門                      | Sense8 | ノミネート | [ 252 ] [ 253 ] |
| 2016 | プライムタイム・エミー賞         | メインタイトルテーマ部門                                  | ジョニー・クリメック、トム・ティクヴァ | ノミネート | [ 198 ] [ 254 ] |
| 2017 | プライムタイム・エミー賞         | シングルカメラ・シリーズ撮影部門(1時間)                   | ジョン・トール （"義務的共生"に対して） | ノミネート | [ 1 ] [ 255 ]   |

## マーケティング
『センス8』のレッドカーペットプレミアは2015年5月27日、サンフランシスコのメトレオン内にあるAMCシアターズで行われ、最初の3エピソードが公開された。
2015年7月中旬から、ネットフリックス・ブラジルは『Sense8: Decoded』という一連の短編ドキュメンタリーを配信した。『センス8』に影響を受けたジョアン・ウェイナー監督の短編は精神医学、フェミニズム、トランスジェンダーになること、そして仏教に触れた。同月下旬、ネットフリックスはSpotifyで『Brainwave Symphony』というタイトルの音楽トラックを配信した。作成のために面識のない8人に一連の様々な刺激を与え、各人の脳波を脳波計で記録した。それぞれからメロディを抽出した後、それらをシーズンが盛り上がっていく様子を反映するように配置した。2015年8月上旬、ネットフリックスはシリーズ第1シーズンの舞台裏について世界中で撮影した30分のウェブドキュメンタリー『Sense8：Creating the World』を制作した。
2016年5月3日、第2シーズンの制作が継続していることを告げる宣伝用のスチルが、ラナ・ウォシャウスキーによって#Road2Sense8のハッシュタグと共に掲載された。2016年12月3日、サンパウロのComic Con Experienceにおいて12月23日のネットフリックスプレミアに先立ちクリスマススペシャルが上映された。第2シーズンのエピソード2は2017年4月18日、パリのシリーズ・マニア・フェスティバルにおいて審査のため上映された。4月23日にはシカゴのミュージックボックス・シアターでエピソード2～3が上映され、後にアメリカ自由人権協会のチャリティーでラナ・ウォシャウスキーが聴衆から質問を受けた、また4月26日にはニューヨーク、マンハッタンのリンカーン・スクウェアにあるAMCシアターズで第2シーズンのレッドカーペットプレミアが開催された。